# Nuugaaq
Nuugaaq [nuːˈɣɑːq] (nach alter Rechtschreibung Nûgâĸ) ist eine wüst gefallene grönländische Siedlung im Distrikt Ilulissat in der Avannaata Kommunia.

## Lage
Nuugaaq befindet sich an der Spitze einer Halbinsel an der Stelle, an der der Fjord Qeqertap Ilua in den Torsukattak mündet. Qeqertaq liegt knapp vier Kilometer nördlich.

## Geschichte
Nuugaaq war schon lange vor der Kolonialzeit bewohnt, wovon zahlreiche archäologische Funde von Steinwerkzeugen zeugen. 1793 lebten fünf Familien mit insgesamt 40 Personen in Nuugaaq. 1805 war der Ort unbewohnt, aber 1811 und 1812 lebten wieder Menschen hier. 1816 hatte Nuugaaq 29 Einwohner. 1826 hieß es, dass die Schulkinder äußerst tüchtig waren, aber die Bevölkerung wegen eines Mangels an Seehunden Hunger litt. 1850 lebte wieder niemand in Nuugaaq, aber 1855 war der Ort erneut bewohnt.
Nuugaaq war ab 1911 ein Teil der Gemeinde Qeqertaq. Im Jahr 1915 wurden 38 Einwohner gezählt. Es gab acht Wohnhäuser und ein Leichenhaus, das als Fachwerkgebäude mit Torfmauerfassade errichtet worden war. Im Ort lebten neun Jäger, ein Fischer, ein Katechet und eine Hebamme. Es ist überliefert, dass die Menschen in Nuugaaq erfolgreicher und wohlhabender waren als die in Qeqertaq. 1930 hatte der Ort nur noch 27 Einwohner. 1940 verließen schließlich die letzten elf Personen den Wohnplatz.